# یژوفکا (شهرستان دووانسکی، باشقیرستان)
یژوفکا (انگلیسی: Yezhovka, Duvansky District, Republic of Bashkortostan) یک شهرک در شهرستان دووانسکی در استان باشقیرستان کشور روسیه است.